# Orléans (AOC)
Pour les articles homonymes, voir Orléans.
L’orléans est un vin rouge, blanc ou rosé d'appellation d'origine contrôlée (AOC). Il est produit dans l'aire urbaine d'Orléans, dans le Val de Loire.
Créée en 2006, l'appellation est une des trois AOC viticoles du Loiret avec l'orléans-cléry, dont l'aire d'appellation est à l'intérieur de celle de l'Orléans, et les coteaux-du-giennois.

## Histoire

### Antiquité
La vigne est introduite vers 50 av. J.-C. dans le pays des Bituriges, actuel Berry, et dans le territoire de Paris. Le vin récolté est toutefois de mauvaise qualité et l'empereur Domitien ordonne l'arrachage de toutes les vignes de Gaule à la fin du Ier siècle.
D’après Tite-Live, l'empereur Probus réautorise par la suite leur plantation en 282. Le territoire d'Orléans se couvre alors d'un vignoble qui s'avère fécond et abondant.

### Moyen Âge
Les moines de l'abbaye Saint-Mesmin de Micy produisent sans doute du vin dès le début du VIe siècle. À la même époque, Grégoire de Tours mentionne la présence de viticulture dans l'Orléanais.
Charlemagne, friand des vins d'Orléans, cherche durant son règne à développer la culture de la vigne et le commerce des vins de la région. À sa suite, Charles le Chauve, de passage à Orléans en 875, offre entre autres choses un clos de vigne dans le quartier Saint-Marc à l'abbaye qui jouxte le tombeau de saint Euverte. Il garde la dénomination de « clos de l'Empereur » jusqu'au début du XXe siècle au moins.
La présence de vignes à l'abbaye de Saint-Benoît-sur-Loire est par ailleurs avérée dès le IXe siècle.
Enfin, au XIIIe siècle, on reproche aux cabaretiers de Paris de remplacer le vin d'Orléans par celui d'Argenteuil, autre preuve de sa réputation d'alors.

### Époque moderne
Sous François Ier, la forêt d'Orléans qui s'étend alors jusqu'aux portes de la ville est en partie défrichée et largement remplacée par de la vigne. Une ordonnance est même prise pour que des terres soient maintenues à la culture du blé.
Le vignoble connait donc une importante extension, sous forme de quasi-monoculture de Châteauneuf-sur-Loire à l'est jusqu'à Beaugency à l'ouest. Orléans fait partie du domaine royal français et la Maison du roi et s'y approvisionne logiquement en vin. De plus, en 1577, le Parlement de Paris promulgue une loi interdisant aux Parisiens l'achat de vins produits à moins de 90 kilomètres de la capitale, la production orléanaise est alors augmentée pour satisfaire la demande. Le transport du vin vers la capitale en grande quantité est favorisé par la distance de seulement 133 kilomètres sur terrain plat, le pavage de la route de bout en bout dès 1577 sur un tronçon de l'actuelle route nationale 20 et la construction du canal de Briare ouvert en 1642, reliant la Loire à la Seine par la vallée du Loing. Toutefois, l'augmentation de la production s'effectue au détriment de la qualité.
La table royale s'approvisionne vraisemblablement en vins de la vallée de la Loire jusqu'au XVIe siècle. Pour tenter de limiter la consommation excessive qu'en fait Henri IV, roi de France de 1589 à 1610, son médecin et conseiller Joseph du Chesne écrit en 1606 dans son Pourtraict de la santé : « le vin de Coussy et d'Hay et semblables ont même été trouvés meilleurs que ceux d'Orléans qui sont fumeux et qui donnent à la tête. C'est pourquoi ont fait prêter serment à tous les maîtres d'hôtel du Roy à leur réception en telle charge de ne faire servir pour la bouche du Roy des vins d'Orléans, bien que d'ailleurs, ils sont mis au nombre des bons vins quant au goût ».
La cour semble délaisser peu à peu le vin orléanais sous Louis XIII qui règne de 1610 à 1643. L'avis du roi est suivi par l'aristocratie qui à son tour opte pour les vins de Champagne puis de Bourgogne, ce qui a pour effet de spécialiser l'Orléanais dans la production de vins médiocres et bon marché.

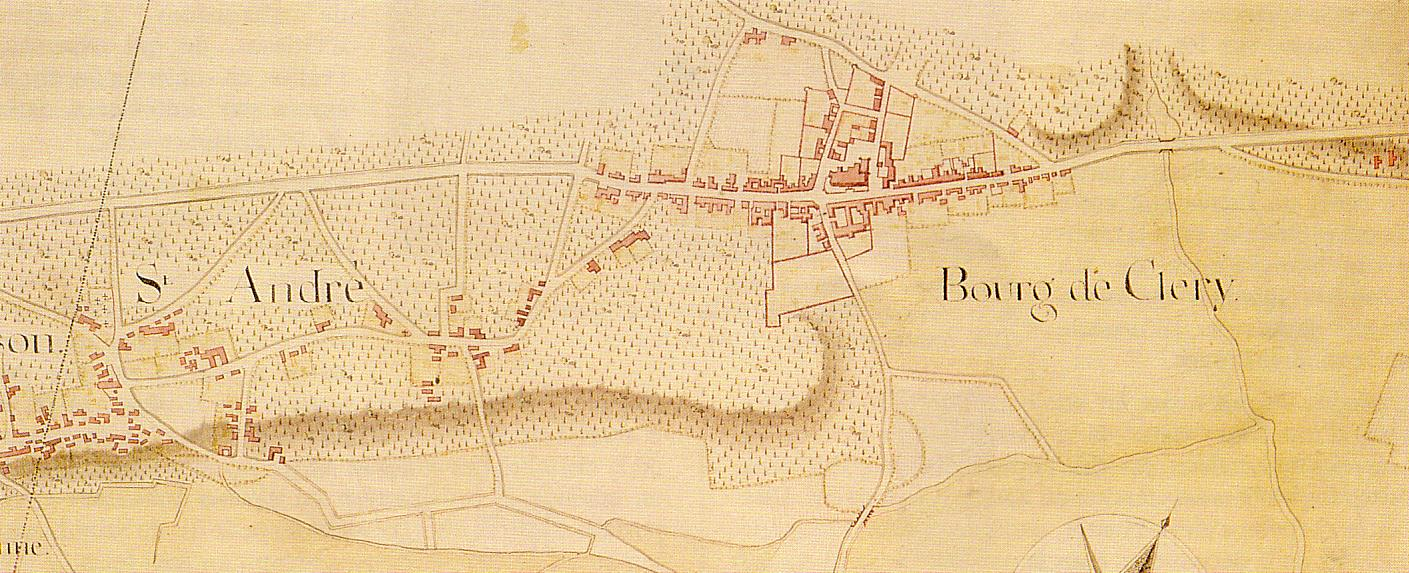
Vignobles sur les coteaux de Cléry et Saint-André au XVIIIe siècle

Au XVIIIe siècle, les vignes s'étendent principalement sur la rive droite, jusqu'aux pieds des murailles d'Orléans. Mesurant à l'époque dix à onze lieux de long, le vignoble orléanais est un des plus grands de France d’après le dictionnaire de Jean-Joseph Expilly.

#### Dans les livres

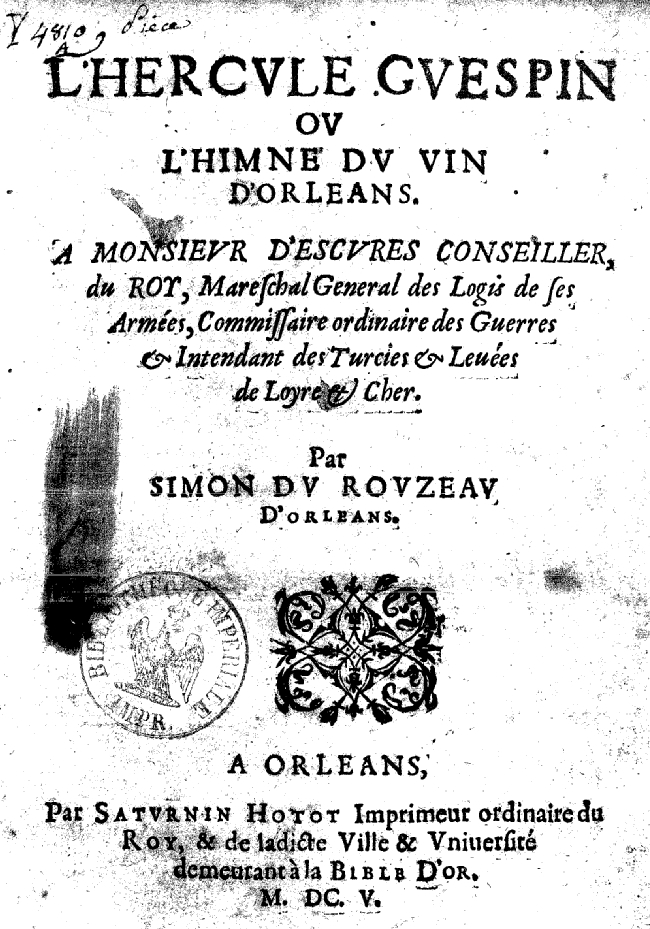
Page de couverture de l'ouvrage du poète Simon du Rouzeau, 1605

En 1605, le poète orléanais, Simon du Rouzeau fait paraître L'Hercule Guespin ou l'himne du vin d'Orléans, texte qui vante la qualité du vin d'Orléans. Le comédien Antoine Girard dit Tabarin écrit quant à lui en 1623 dans son Adieu de Tabarin au peuple de Paris : « ce vin d'Orléans, lequel bridant la raison, lasche les resnes à la folie, me fait devenir fol de regret ».
Par ailleurs, François Lemaire, conseiller du roi au bailliage et siège présidial d'Orléans, écrite en 1648 dans Antiquitez de la ville d'Orléans : « Il n'y a de terroir en France, voire en Europe (pour le vignoble), qui ait des vins si excellents et en plusieurs genres et espèces que le vin aurélianois ; car il s’y trouve toutes sortes de vins, soit par la consistance ou couleur ».

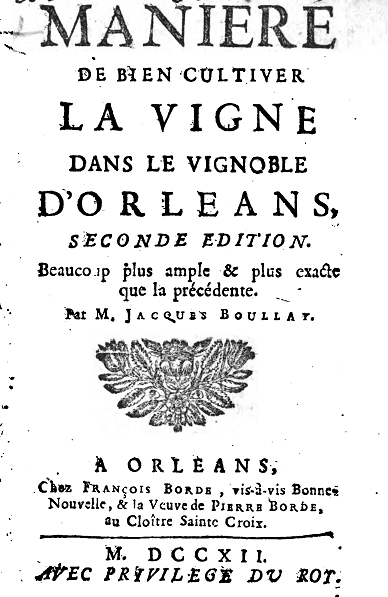
Page de couverture de l'ouvrage du chanoine Boullay, 1712

Enfin, le premier quart du XVIIIe siècle est marqué par la publication de trois éditions de l'ouvrage du chanoine orléanais Jacques Boullay de Saint-Pierre-Ampon intitulé Manière de bien cultiver la vigne dans le vignoble d'Orléans. À cette époque, la qualité du vin orléanais continue de décliner, les classes bourgeoises, propriétaires des vignobles, n'accordent qu'une confiance limitée aux pratiques agricoles des vignerons qui exploitent leurs vignes. Jacques Boullay s'improvise donc professeur et médiateur, en dénonçant les « friponneries des mauvais vignerons ». Sa démarche sera très critiquée par les cultivateurs et sa personne s'en trouvera menacée. En 1770, un autre chanoine orléanais, Jean-François Colas de la collégiale Saint-Aignan, publie à son tour un traité, Le manuel du cultivateur dans le vignoble d'Orléans, sur un ton plus neutre et moins accusateur,.

### Période contemporaine
Dès le XVIIIe siècle et jusqu'au milieu du XIXe siècle, Orléans devient un port fluvial de transit pour les vins d'autres régions, de l'amont comme de l'aval de la Loire : Touraine, Anjou puis Pays nantais, mais aussi de Bourgogne et du Haut-Beaujolais. Les vins ayant tourné sont alors transformés en vinaigre, qui est depuis une des spécialités de la ville.
Au tout début du XIXe siècle, l'œnologue français André Jullien dans son ouvrage Topographie de tous les vignobles connus paru en 1816 dresse un état des lieux du vignoble orléanais. La superficie des vignobles du département du Loiret est estimée à 33 000 hectares pour une récolte de 896 000 hectolitres dont 220 000 sont consommés par les autochtones, le reste étant exporté sous l'appellation « vin d'Orléans ». Parmi les vins rouges dits de première classe, on trouve à l'ouest d'Orléans ceux du lieu-dit Guignes à Tavers, du clos Sainte-Marie à Saint-Jean-de-Braye, de La Chapelle, de Saint-Gy, de Saint-Ay, des Fourneaux, de Beaugency, de Baule, de Baulette et de Meung-sur-Loire. À l'est d'Orléans, on trouve ceux de Saint-Denis-en-Val, Combleux et Sandillon. Parmi les vins rouges de deuxième classe, on trouve à Orléans ceux de Saint-Marc, Saint-Marceau, Saint-Paterne, à l'ouest ceux de Saint-Privé, au nord ceux de Sarang, Gédy, Fleury et Semoy, à l'ouest celui d'Ingré, au sud celui d'Olivet et à l'est ceux de Saint-Jean-le-Blanc, Bou, Mardié, Saint-Denis-de-Jargeau et Jargeau. Parmi les vins blancs, sont cités ceux produits à Marigny et Rebréchien. Celui de Loury, cité comme un vin de médiocre qualité, sert à la fabrication du vinaigre d'Orléans. Les tonneaux utilisés pour stocker le vin d'Orléans sont nommés « pièces » ou « poinçons » et possèdent une contenance de 228 litres, comme les pièces bourguignonnes.
À cette époque, la réglementation croissante et notamment les droits de la régie sur les liquides impactent déjà le vignoble orléanais. Il décline ensuite fortement dans la deuxième partie du XIXe siècle. Les premières atteintes de l'oïdium sont constatées vers 1855 et les ravages du champignon provoquent rapidement une diminution sensible de la production. Le phylloxéra apparaît quant à lui vers 1880. Avec le mildiou et le black rot, il finit de faire dépérir une grande partie des vignobles. Enfin, le développement du réseau de chemins de fer s'ajoute à cette série de fléaux en permettant l'importation à moindre coût des vins du Midi, produits dans le vignoble du Languedoc-Roussillon[réf. souhaitée].
À la fin du XIXe siècle, après ces ravages, les replantations sont peu nombreuses autour d’Orléans. Beaucoup sont faites à partir de vignes hybrides, résistantes aux maladies. Celles-ci sont toutefois interdites en 1935. Les surfaces cultivées rediminuent alors fortement au cours du XXe siècle[réf. souhaitée].
En 1951 l'appellation d'origine vin délimité de qualité supérieure (VDQS) « vins de l'Orléanais » est créée. Elle s'étend sur 25 communes autour d'Orléans, sur la rive droite de la Loire dans les communes de Baule, Beaugency, Chaingy, Combleux, Fleury-les-Aubrais, Ingré, La Chapelle-Saint-Mesmin, Mardié, Messas, Meung-sur-Loire, Orléans, Saint-Denis-de-l'Hôtel, Bou, Saint-Jean-de-Braye, Saint-Jean-de-la-Ruelle, Saran, Semoy, Saint-Ay et Tavers et sur la rive gauche de la Loire dans les communes de Cléry-Saint-André, Mareau-aux-Prés, Mézières-lez-Cléry, Olivet, Saint-Hilaire et Saint-Mesmin.
Pour les vins rouge ou rosé, les cépages autorisés sont le meunier, appelé localement « gris meunier », et le cabernet franc, appelé « noir dur », tandis que pour le vin blanc, il s'agit du chardonnay et du pinot gris, appelés « auvernats blanc et gris ». Le tout a un rendement limité à 45 hectolitres par hectare. Le pinot noir, appelé « auvernat noir », est ensuite ajouté à l'encépagement des vins rouge et rosé en 1966.
En 2002, l'appellation VDQS « vins de l'Orléanais » est divisée en deux : le VDQS « Orléans » et le VDQS « Orléans-cléry », avec augmentation des rendements à 55 hectolitres par hectare, fixation de la densité à 5 000 pieds à l'hectare et réglementation des assemblages. L'appellation orléans est désormais limité aux treize communes de l'aire d'appellation actuelle.
Enfin, en 2006, l'appellation Orléans passe au statut d'AOC, en même temps que l'Orléans-cléry. Reconnu dès 1994, le syndicat viticole de l’Orléanais est, depuis 2007, chargé de la promotion de l'appellation.

## Étymologie
Le nom de l'appellation est formé du nom de la commune d'Orléans, préfecture du département du Loiret et de la région Centre-Val de Loire.
Le nom de la ville d'Orléans dérive probablement de la corruption de l'un de ses anciens noms, Aurelianum, qui pourrait être issu du nom des empereurs romains Marc Aurèle, qui aurait fait embellir la ville en 163, ou Aurélien qui la fit rebâtir en 273. Une autre hypothèse évoque la possibilité que la ville tienne son nom de la mère de Jules César, Aurelia Cotta. Une étude de Jacques Soyer relègue néanmoins ces hypothèses au statut de légende. D'après ses recherches, le nom d’Aurelia descend en réalité du nom de la gens Aurelia, qui possédait des terres à Cenabum, ancienne cité celtique des Carnutes située à l'emplacement d'Orléans.

## Situation géographique

Carte du vignoble de la vallée de la Loire.

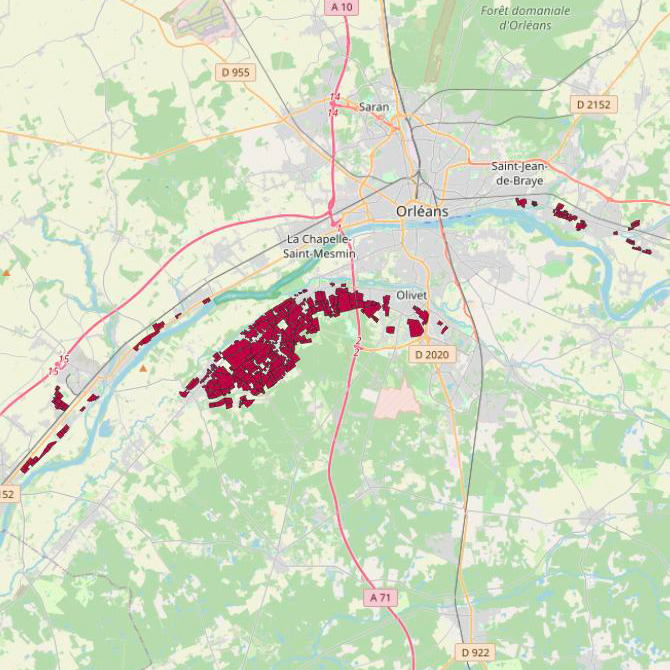
Délimitation parcellaire de l'AOC orléans.

L'orléans est produit en France, dans la région Centre-Val de Loire et le département du Loiret, plus précisément dans l'aire urbaine d'Orléans. L'aire d'appelation s'étend au nord et au sud de la Loire, sur les communes de Baule, Beaugency, Chécy, Cléry-Saint-André, Mardié, Mareau-aux-Prés, Meung-sur-Loire, Mézières-lez-Cléry, Olivet, Orléans, Saint-Ay, Saint-Hilaire-Saint-Mesmin et Saint-Jean-de-Braye. Toutefois, du fait de l’urbanisation, la délimitation parcellaire se concentre aujourd'hui essentiellement dans la partie sud de l'appellation, dans les communes de Cléry-Saint-André, Mareau-aux-Prés, Mézières-lez-Cléry et, dans une moindre mesure, Saint-Hilaire-Saint-Mesmin et Olivet.

### Géologie et orographie
Les vignes sont plantées sur les alluvions qui recouvrent presque toutes les rives de la Loire.
Au bord du fleuve s'étalent d'abord les alluvions les plus récentes, délimitant le lit mineur mais aussi le lit majeur, zone inondable protégée par les levées de la Loire. Ces alluvions sont de différentes tailles, du limon sableux le plus fin aux galets, majoritairement siliceux (sable de quartz et de feldspaths, galets de silex, de grès, de roches éruptives et de calcaire) provenant du Massif central.
Un peu au-dessus, à la limite basse des villages, affleure le calcaire de Beauce sous forme d'une étroite bande. Datant de l'Aquitanien, c'est un calcaire crayeux qui plonge immédiatement sous le placage des alluvions du haut du coteau. Plus haut, ce calcaire est couvert par des sables alluviaux éolisés (charriés à l'origine par le vent), du glacis d'Olivet à Mareau-aux-Prés, sur lesquels sont plantés vignes et vergers.
Enfin à partir de la limite des bois couvrant la Sologne commence la couche de six à sept mètres d'alluvions anciennes, formant la terrasse de Châteauneuf. Datant de la glaciation de Riss, ces alluvions vont de l'argile aux gros blocs, composées uniquement de silice sans le moindre calcaire,.

### Climatologie
Le climat est tempéré océanique à influence continentale. La station météo de niveau 0 la plus proche du vignoble est celle du village de Bricy. Elle est située à 17 kilomètres au nord du centre de l'aire d'appellation, qui se trouve à Mareau-aux-Prés.
| Mois                              | jan. | fév. | mars  | avril | mai   | juin  | jui. | août  | sep.  | oct.  | nov. | déc. | année   |
| --------------------------------- | ---- | ---- | ----- | ----- | ----- | ----- | ---- | ----- | ----- | ----- | ---- | ---- | ------- |
| Température minimale moyenne (°C) | 1,7  | 1,3  | 3,3   | 5,2   | 8,8   | 11,8  | 13,6 | 13,6  | 10,5  | 8,2   | 4,5  | 2,1  | 7       |
| Température moyenne (°C)          | 4,4  | 4,9  | 7,9   | 10,6  | 14,2  | 17,5  | 19,7 | 19,7  | 16,1  | 12,4  | 7,7  | 4,8  | 11,7    |
| Température maximale moyenne (°C) | 7,1  | 8,5  | 12,6  | 16    | 19,6  | 23,1  | 25,8 | 25,8  | 21,7  | 16,5  | 10,9 | 7,5  | 16,3    |
| Ensoleillement (h)                | 64,1 | 90,9 | 146,1 | 185,8 | 214,7 | 220,1 | 232  | 228,5 | 184,5 | 121,4 | 73,8 | 60,9 | 1 822,6 |
| Précipitations (mm)               | 48,1 | 44,9 | 44,2  | 47,2  | 63    | 51    | 57,2 | 50,5  | 51,3  | 59,3  | 60,3 | 58,5 | 635,5   |

Les données relevées à la station de Bricy peuvent néanmoins présenter plusieurs biais potentiels par rapport aux véritables conditions rencontrées dans le vignoble. En effet, la station est située à 123 mètres d'altitude, au nord de la Loire et au sud de la région naturelle de Beauce alors que l'aire d'appellation d'orléans est localisée principalement entre 82 et 109 mètres d'altitude, dans le val de Loire, au contact du nord de la Sologne. Dès lors, les stations manuelles de niveau 4, situées à Baule, Orléans-la-Source et Saint-Hilaire-Saint-Mesmin ainsi que la station du réseau des stations amateurs en ligne d'Infoclimat de Saint-Cyr-en-Val peuvent également être informatives quant aux conditions météorologiques rencontrées sur le vignoble.
| Altitudes (en mètres) rencontrées dans les communes de l'aire d'appellation | Altitudes (en mètres) rencontrées dans les communes de l'aire d'appellation | Altitudes (en mètres) rencontrées dans les communes de l'aire d'appellation |
| Communes                                                                    | min.                                                                        | max.                                                                        |
| --------------------------------------------------------------------------- | --------------------------------------------------------------------------- | --------------------------------------------------------------------------- |
| Cléry-Saint-André                                                           | 84                                                                          | 107                                                                         |
| Mareau-aux-Prés                                                             | 82                                                                          | 103                                                                         |
| Mézières-lez-Cléry                                                          | 91                                                                          | 108                                                                         |
| Olivet                                                                      | 89                                                                          | 109                                                                         |
| Saint-Hilaire-Saint-Mesmin                                                  | 87                                                                          | 105                                                                         |
| min. : altitude minimum ; max. : altitude maximum                           |                                                                             |                                                                             |

| Caractéristiques des stations météorologiques situées à proximité de l'aire d'appellation             | Caractéristiques des stations météorologiques situées à proximité de l'aire d'appellation | Caractéristiques des stations météorologiques situées à proximité de l'aire d'appellation | Caractéristiques des stations météorologiques situées à proximité de l'aire d'appellation |
| Stations                                                                                              | type                                                                                      | alt.                                                                                      | km                                                                                        |
| --- | ----------------------------------------------------------------------------------------- | ----------------------------------------------------------------------------------------- | ----------------------------------------------------------------------------------------- |
| Baule                                                                                                 | 4                                                                                         | ?                                                                                         | 11                                                                                        |
| Bricy                                                                                                 | 0                                                                                         | 125                                                                                       | 17                                                                                        |
| Orléans-la-Source                                                                                     | 4                                                                                         | ?                                                                                         | 9                                                                                         |
| Saint-Cyr-en-Val                                                                                      | amateur                                                                                   | 96                                                                                        | 12                                                                                        |
| Saint-Hilaire-Saint-Mesmin                                                                            | 4                                                                                         | ?                                                                                         | 3                                                                                         |
| alt. : altitude en mètres ; km : distance en kilomètres par rapport au centre de l'aire d'appellation |                                                                                           |                                                                                           |                                                                                           |

## Vignoble

### Présentation
L'aire de production représente en 2009 une superficie de 83 hectares. La presque totalité des surfaces exploitées se situent sur les communes de Saint-Hilaire-Saint-Mesmin, Mareau-aux-Prés, Mézières-lez-Cléry et Cléry-Saint-André, sur la rive gauche en aval d'Orléans.

### Encépagement
L'encépagement des parcelles dépend de la couleur du vin que le producteur veut obtenir. Pour faire du vin blanc, sont autorisés le chardonnay et accessoirement le pinot gris. La proportion du chardonnay doit être au minimum de 60 % des pieds. Pour faire du vin rouge, sont autorisés le pinot meunier et accessoirement le pinot noir. La proportion de meunier doit être entre 70 % et 90 % du nombre de pieds dans la parcelle. Enfin, pour faire du vin rosé, sont autorisés le meunier, complété accessoirement par le pinot gris et le pinot noir. La proportion du meunier doit être au minimum de 60 % du nombre de pieds.
Si l'assemblage du meunier et du pinot noir est obligatoire en rouge, le blanc est souvent fait en mono-cépage de chardonnay.

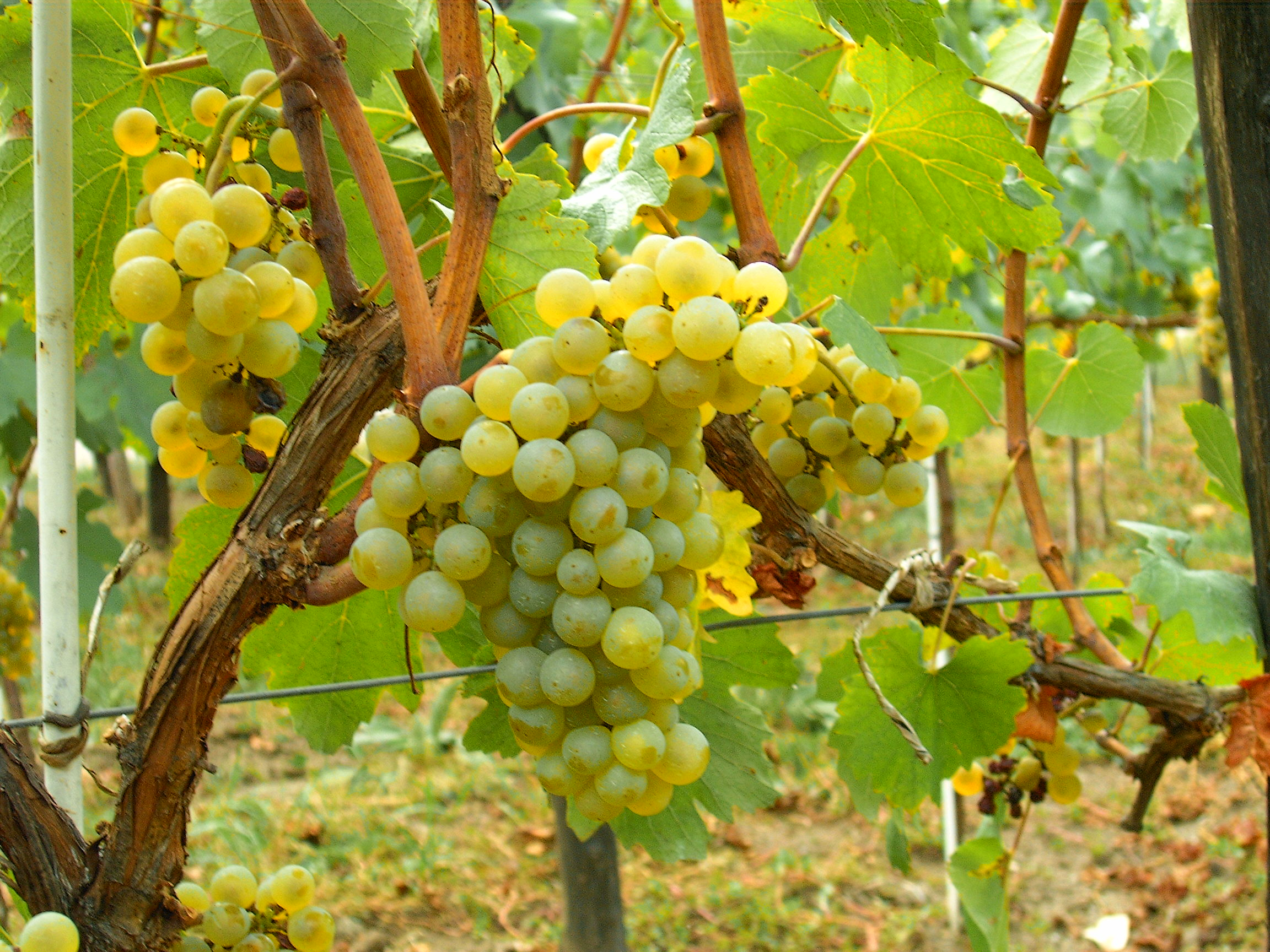
Grappes de chardonnay B en Moldavie
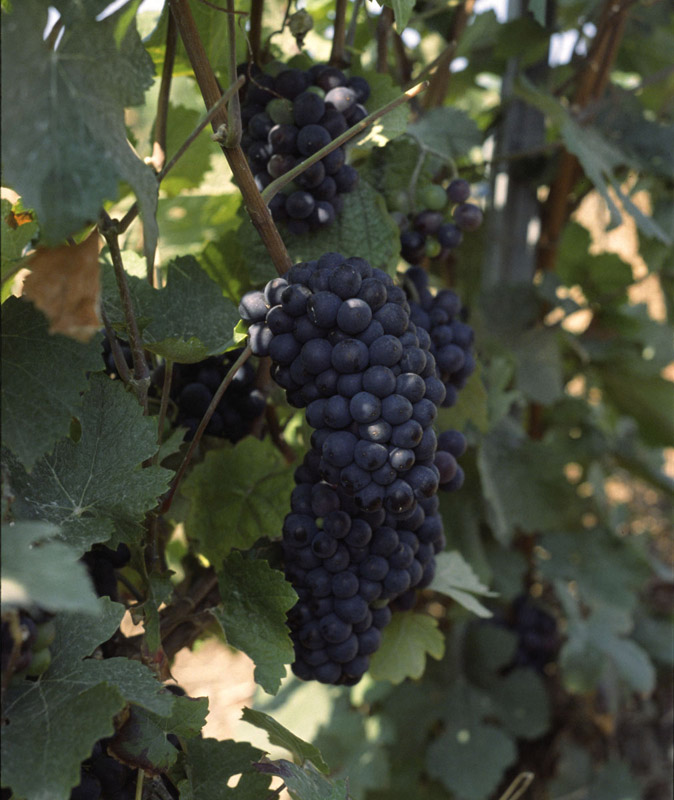
Grappe de pinot meunier N en Champagne
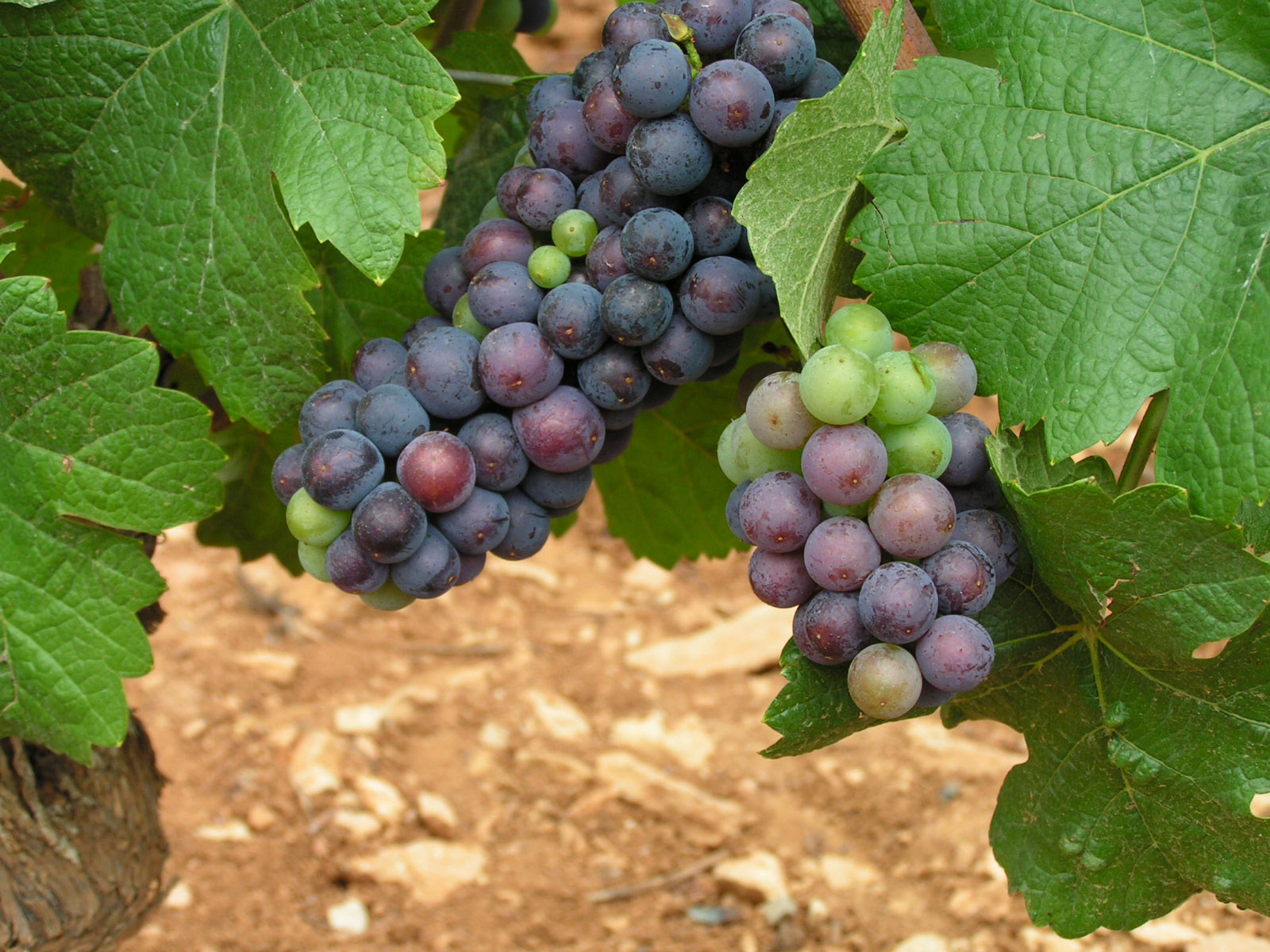
Grappes de pinot noir N en Bourgogne début août

Par ailleurs, on trouvait également au XIXe siècle et au début du XXe siècle d'autres cépages dans le vignoble orléanais. Pour le vins blancs, étaient notamment cultivés le petit meslier d'Orléans à Gien, le romorantin en direction de Beaugency, le sauvignon jaune dans l'est de l'Orléanais, le melon de Bourgogne dit bourguignon blanc, le madeleineau qui était une variété de pineau blanc, le muscat blanc et le noah d'Amérique, cépage hybride également utilisé comme porte-greffe avec le riparia. Pour les vins rouges, en plus du pinot noir et du meunier, on cultivait du gamay d'Orléans, du gascon et du samoireau tendre, aussi appelé côt ou malbec, entre Olivet et Cléry, de l'othello, autre cépage hydride, mais aussi du gros noir et du gamay fréaux.

### Méthodes culturales

#### Travail manuel
Ce travail commence par la taille, qui peut se faire selon plusieurs techniques : courte à coursons (chaque courson ne devant pas porter plus de trois yeux francs), longue guyot simple (sur laquelle le long bois ne doit pas porter plus de huit yeux francs) ou en guyot double courte (avec 2 taquets à 4 yeux francs maximum) Le nombre d'yeux francs par pied ne doit pas dépasser onze.
Le tirage des sarments suit la taille. Les sarments sont enlevés et peuvent être brûlés ou mis au milieu du rang pour être broyés. On passe ensuite aux réparations ou éventuellement des plantations de greffes. L'ébourgeonnage peut débuter dès que la vigne a commencé à pousser. Cette méthode permet, en partie, de réguler les rendements. Le relevage est pratiqué lorsque la vigne commence à avoir bien poussé. En général, deux à trois relevages sont pratiqués.
Pour finir avec le travail manuel à la vigne, les vendanges peuvent se faire à la main.

#### Travail mécanique
Les différents travaux se composent du broyage des sarments ; de trou fait à la tarière, là où les pieds de vignes sont manquants ; de labourage ou « griffage », réalisé dans le but d'aérer un peu les sols, mais en laissant le vignoble enherbé ; de plusieurs traitements des vignes, réalisés dans le but de les protéger contre certaines maladies cryptogamiques (dues à des champignons : mildiou, oïdium et pourriture grise) ; de plusieurs rognages consistant à « reciper » ou couper les branches de vignes (rameaux) qui dépassent du système de palissage ; des vendanges mécaniques peuvent se réaliser avec une machine à vendanger ou une tête de récolte montée sur un enjambeur.

### Maturité
Les raisins sont considérés comme étant à bonne maturité à partir d'une richesse en sucre de 153 grammes par litre de moût pour les vins blancs et rosés, et de 162 grammes par litre de moût pour les rouges.
Le titre alcoométrique volumique naturel doit être au minimum de 9,5 % pour les blancs, rosés et rouges.

### Rendements
Les rendements sont limités à 50 hectolitres par hectare pour les vins rouges et rosés et à 55 hectolitres par hectare pour les blancs ; les rendements butoirs sont à 55 hectolitres par hectare en rouge et rosé et à 60 hectolitres par hectare en blanc ; les rendements maximums de production sont fixés à 65 hectolitres par hectare en rouge et rosé et à 70 hectolitres par hectare en blanc.
Le rendement réel est largement inférieur, le rendement moyen pour l'ensemble de l'appellation en 2009 était en effet de 25 hectolitres par hectare,.

## Vins

### Vinification et élevage
La récolte des raisins se fait à maturité et de façon manuelle ou mécanique. La vendange manuelle est parfois triée, soit à la vigne soit à la cave avec une table de tri, ce qui permet d'enlever les grappes pourries ou insuffisamment mûres. La vendange manuelle est généralement éraflée puis mise en cuve.
Une macération pré-fermentaire à froid est quelquefois pratiquée. La fermentation alcoolique peut démarrer, le plus souvent après un levurage. Commence alors le travail d'extraction des polyphénols (tanins, anthocyanes) et autres éléments du raisin. L'extraction se faisait par pigeage, opération qui consiste à enfoncer le chapeau de marc dans le jus en fermentation. Plus couramment, l'extraction est conduite aussi par des remontages, opération qui consiste à pomper le jus depuis le bas de la cuve pour arroser le chapeau de marc et ainsi lessiver les composants qualitatifs du raisin.
Les températures de fermentation alcoolique peuvent être plus ou moins élevées, avec une moyenne générale de 28 à 35 °C au maximum de la fermentation. La chaptalisation est réalisée si le degré naturel est insuffisant : cette pratique est réglementée. À l'issue de la fermentation alcoolique suit l'opération de décuvage qui donne le vin de goutte et le vin de presse. La fermentation malolactique se déroule après mais est dépendante de la température. À la fin de la fermentation malolactique, la teneur en acide malique doit être inférieure ou égale à 0,3 gramme par litre. De plus, la teneur en sucres fermentescibles (glucose et fructose) doit être inférieure ou égale à 2 grammes par litre. Le vin est soutiré et mis en fût ou cuve pour son élevage. L'élevage se poursuit pendant plusieurs mois, puis le vin est collé, filtré et mis en bouteilles.
En plus des treize communes de l'aire d'appellation, une aire de proximité immédiate où la vinification de l'orléans est également autorisée a été définie, elle couvre le territoire des communes suivantes : Ardon, Bou, Chaingy, Combleux, Dry, Huisseau-sur-Mauves, Jouy-le-Potier, Lailly-en-Val, Messas, Semoy, Saint-Pryvé-Saint-Mesmin, Tavers et Villorceau.

### Gastronomie
Les vins sont en général simples et francs ; les rouges ont un nez fruité (groseilles, ou cassis), avec une bouche vive. Les blancs ont une robe jaune pâle, un nez évoquant un peu l'amande ou l'agrume, ainsi qu'une bouche discrète.
Les rouges accompagneront de la charcuterie, les blancs du poisson grillé ou un fromage de chèvre. Ils sont à boire rapidement, maximum dans les deux à quatre ans suivant leur mise en bouteille. Les rouges sont à servir frais, autour de 14 °C, les blancs et rosés vers 10 °C.

## Économie

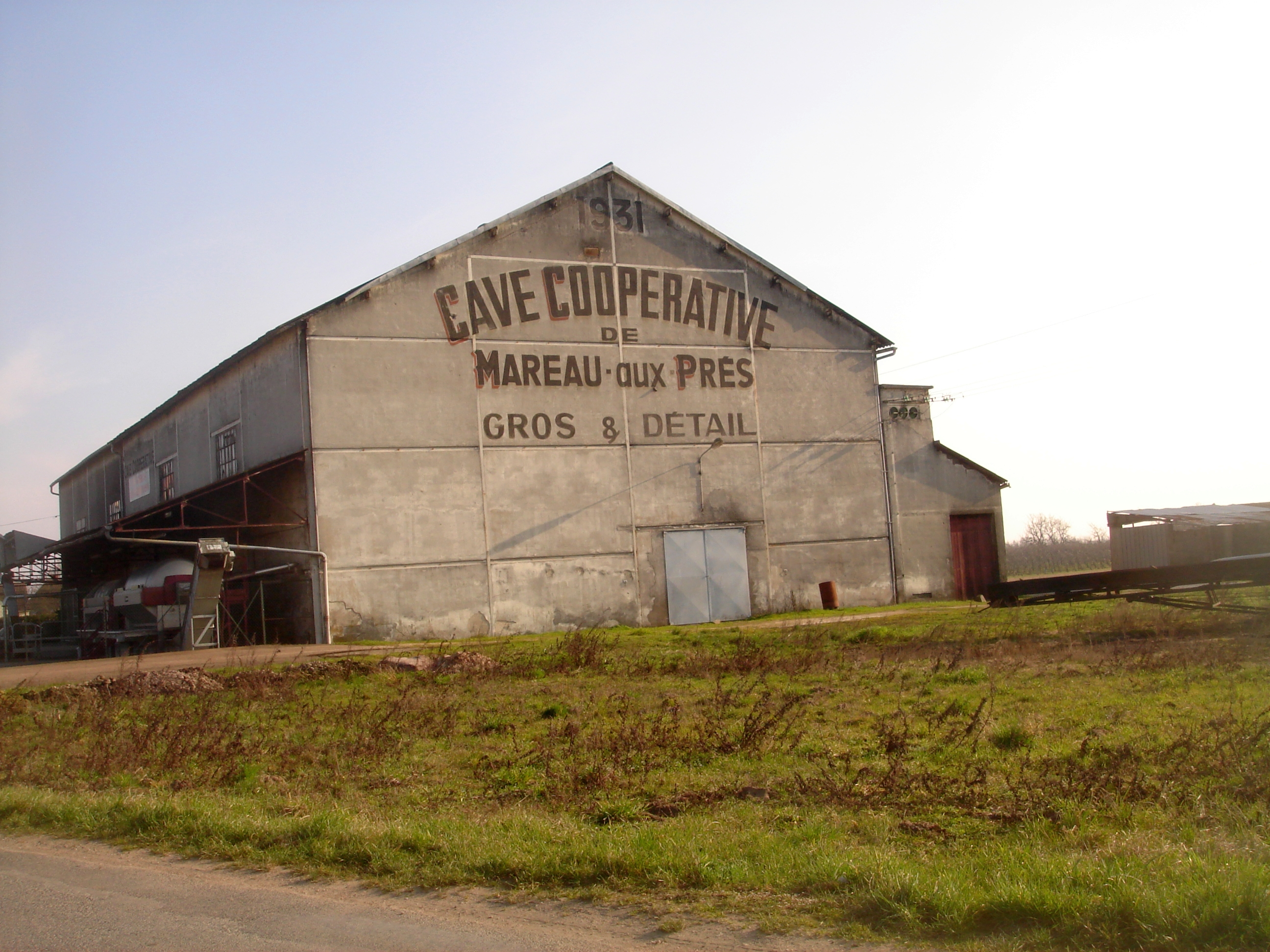
La cave coopérative de Mareau-aux-Prés portant la date de 1931 sur son fronton

### Structure des exploitations
La production est désormais exclusivement faite par des domaines indépendants.
Il existait une cave coopérative à Mareau-aux-Prés, les vignerons de la Grand'Maison, créée en 1931. Elle a cependant fermé ses portes en 2017, contrainte par des pertes de récoltes liés à des épisodes répétés de gel printanier, mais aussi par sa trop petite taille. Dix viticulteurs lui confiaient encore leurs récoltes à sa fermeture, contre 300 à sa création.

### Commercialisation
La commercialisation de l'appellation est très limitée, du fait de sa production très restreinte et de sa faible notoriété.
Les caveaux des viticulteurs écoulent directement une partie de la production, complétée par les salons des vins, les foires, les supermarchés locaux et les cafés, hôtels et restaurants[réf. souhaitée].

### Liste des producteurs
L’appellation compte en octobre 2022 cinq domaines professionnels :
- Le clos Saint-Fiacre à Mareau-aux-Prés, repris en 2001 par Bénédicte et Hubert Piel[32]
- Le vignoble du chant d’oiseaux à Mareau-aux-Prés, repris en 2006 par Édouard Montigny[33]
- Le clos Saint-Avit à Mézières-lez-Cléry, domaine de Pascal Javoy
- Chai Amandine et Quentin à Mézières-lez-Cléry, créé en 2018 par Amandine Bureau et Quentin Javoy[34]
- Un vin, une rencontre à Cléry-Saint-André, créé en 2005 par Valérie Deneufbourg[35]

À cette liste, il faut ajouter l’association Chécy, les amis de la vigne qui cultive les dernières vignes de la commune de Chécy et le vigneron Reynald Héaulé, installé à Cléry-Saint-André, mais qui ne revendique pas d’appellation.